# ノーナラップ入り江
ノーナラップ入り江（ノーナラップいりえ、英語: Nornalup Inlet, /ˈnoːnələp ˈɪnlət/ オーストラリア英語）は、オーストラリア南西部の南海岸にある河口水域で、パースから450 km離れている。
面積は約1,300 ha、水深は最大5 mである。ディープ川とフランクランド川が流れ込み、長さ約1 km、深さ2 mの水路でウォルポール入り江と連絡している。
名称の由来はヌンガーの言葉で、「タイガースネークのいる場所」の意味である。
ウォルポール-ノーナラップ入り江の水系は、オーストラリア南西部で唯一永久に開けた河口であり、生物学的多様性に富む。

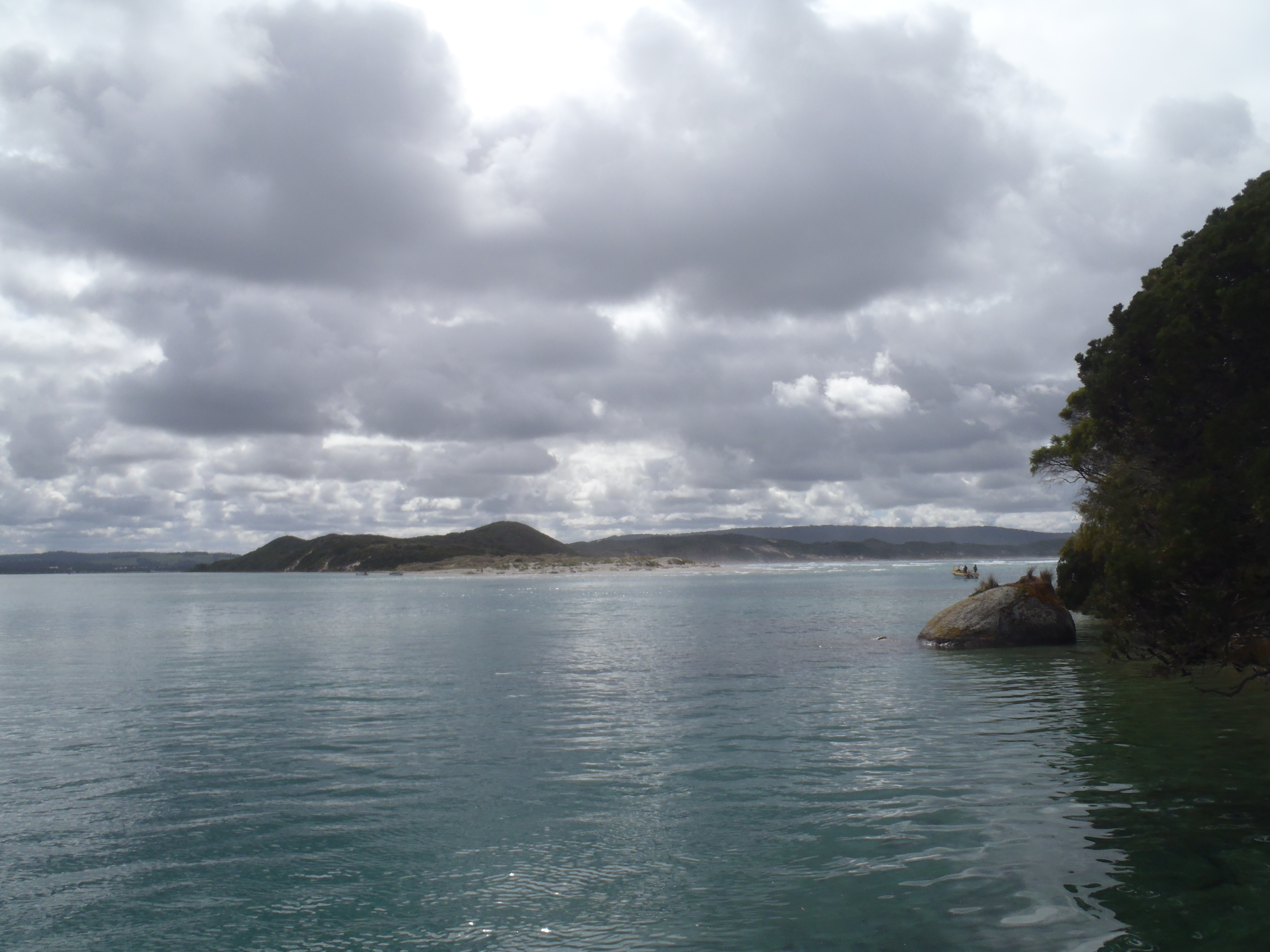
南氷洋から入江に入る海峡。

入り江のすぐ南にはカジュアリーナ諸島とグース島がある。
探検家のトーマス・バニスターの一行は1831年にこの入り江を訪れたが、1826年以前からアザラシ漁船はこの海域を拠点にしていた。